# Іоанн I Посмертний
Іоанн I Посмертний (фр. Jean Ier le Posthume; 15 листопада 1316, Париж — 20 листопада 1316, Париж) — король Франції, син Людовика X Сварливого і Клеменції Угорської. Іоанн І увійшов у історію Франції як король, що правив найкоротший термін — 5 днів.
У 1316 році політичне становище у країні було вельми скрутним. Після смерті Людовика X Сварливого, його брат Філіп Довгий оголосив себе регентом французького королівства при вагітній вдові свого брата Клеменції Угорській. Ще до народження Іоанна I регент замовив паризькому граверу королівську печатку із зображенням суверена, який сидить на троні. Якщо тільки королева народить дочку, він міг би її використовувати. Але королева народила сина-спадкоємця, якого в той же день, після хрещення, оголосили королем.
Смерть Іоанна І все перевернула. Він «правив» всього п'ять днів (15 — 20 листопада 1316 року). Після смерті правонаступника мова йшла про іншого спадкоємця Людовика X Сварливого (у Людовика Сварливого була дочка від першого шлюбу), але салічний закон прямо забороняв наслідування жінкам, тому вся влада знову опинилася в руках у брата короля Філіпа Довгого.